# Anisodes annularis
Anisodes annularis är en fjärilsart som beskrevs av Cajetan Freiherr von Felder 1875. Anisodes annularis ingår i släktet Anisodes och familjen mätare. Inga underarter finns listade i Catalogue of Life.